# Ilona Tözsér
Ilona Tözsér es una deportista húngara que compitió en piragüismo en la modalidad de aguas tranquilas. Ganó cuatro medallas en el Campeonato Mundial de Piragüismo entre los años 1973 y 1975.

## Palmarés internacional
| Campeonato Mundial | Campeonato Mundial        | Campeonato Mundial | Campeonato Mundial |
| Año                | Lugar                     | Medalla            | Evento             |
| ------------------ | ------------------------- | ------------------ | ------------------ |
| 1973               | Tampere (Finlandia)       | Medalla de bronce  | K2 500 m           |
| 1973               | Tampere (Finlandia)       | Medalla de plata   | K4 500 m           |
| 1974               | Ciudad de México (México) | Medalla de bronce  | K2 500 m           |
| 1975               | Belgrado (Yugoslavia)     | Medalla de bronce  | K4 500 m           |